# Xingfulu (häradshuvudort i Kina, Xinjiang Uygur Zizhiqu, lat 43,78, long 87,64)
Xingfulu (kinesiska: 幸福路) är en häradshuvudort i Kina. Den ligger i den autonoma regionen Xinjiang, i den nordvästra delen av landet, nära eller i regionhuvudstaden Ürümqi. Antalet invånare är 696 277. Befolkningen består av 347 987 kvinnor och 348 290 män. Barn under 15 år utgör 14,0 %, vuxna 15-64 år 77 %, och äldre över 65 år 7,0 %.
Runt Xingfulu är det ganska glesbefolkat, med 47 invånare per kvadratkilometer. Närmaste större samhälle är Ürümqi, 3,6 km nordväst om Xingfulu. Runt Xingfulu är det i huvudsak tätbebyggt.
Genomsnittlig årsnederbörd är 314 millimeter. Den regnigaste månaden är april, med i genomsnitt 46 mm nederbörd, och den torraste är januari, med 10 mm nederbörd.